# Dominique Manghi
Dominique Manghi Haquin (Villa Alemana, 1970) es una profesora, investigadora y lingüista chilena. 
Es profesora de educación diferencial en la Pontificia Universidad Católica de Valparaíso, con una maestría y doctorado en lingüística. Es investigadora del Centro de Investigación para la Educación Inclusiva. Fue investigadora de prácticas inclusivas para la educación en la Comisión Nacional de Investigación Científica y Tecnológica de Chile (CONICYT). Es especialista en multimodalidad.
Es autora del libro La complejidad de la interacción en el aula. (ISSN 07181310)